# Pernbys målarskola

Pernbys målarskola är en konstskola i Stockholm med tvåårig utbildning i måleri och teckning.

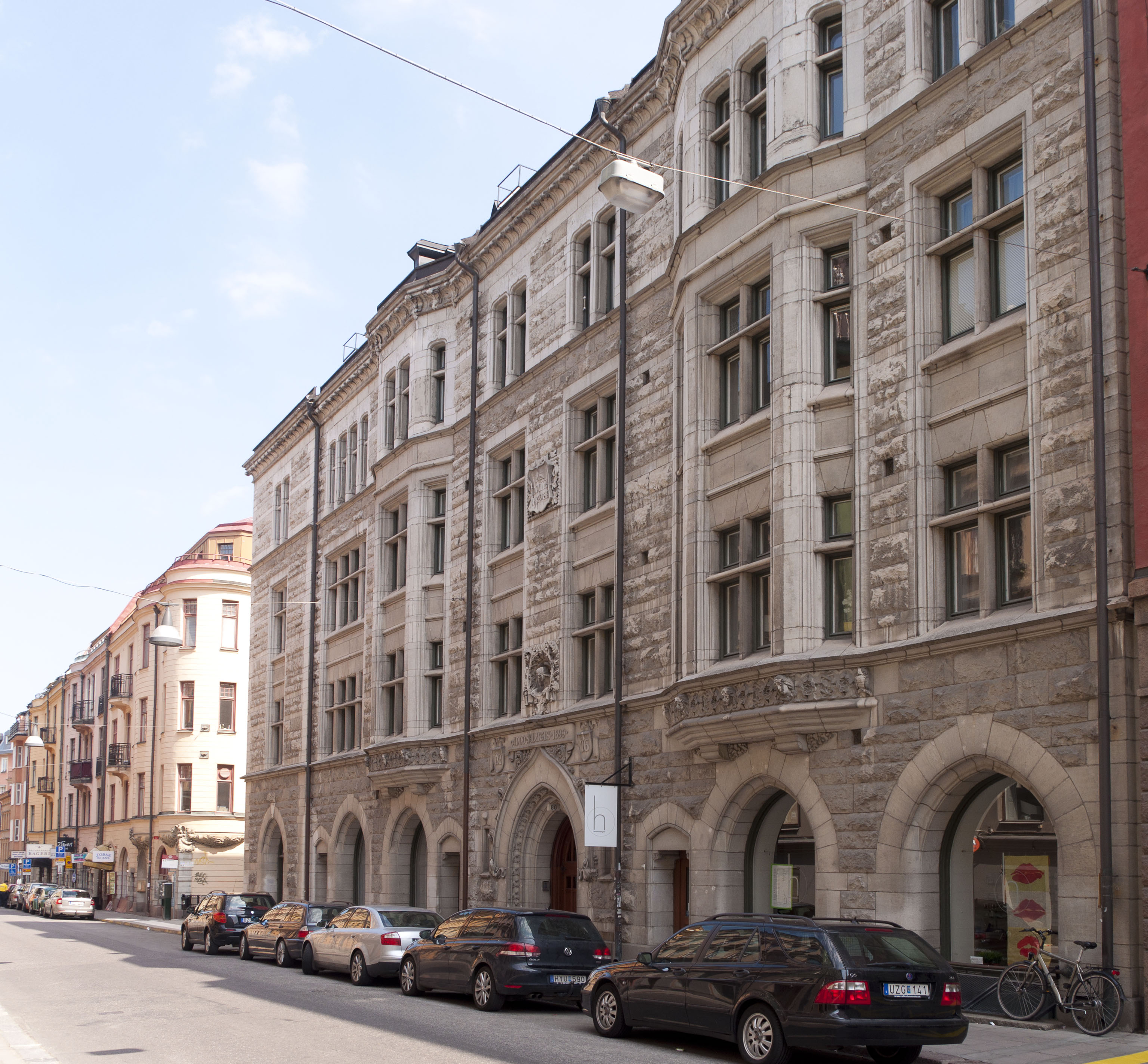
Pernbys målarskola ligger i huset Vätan 22, här sett från Regeringsgatan

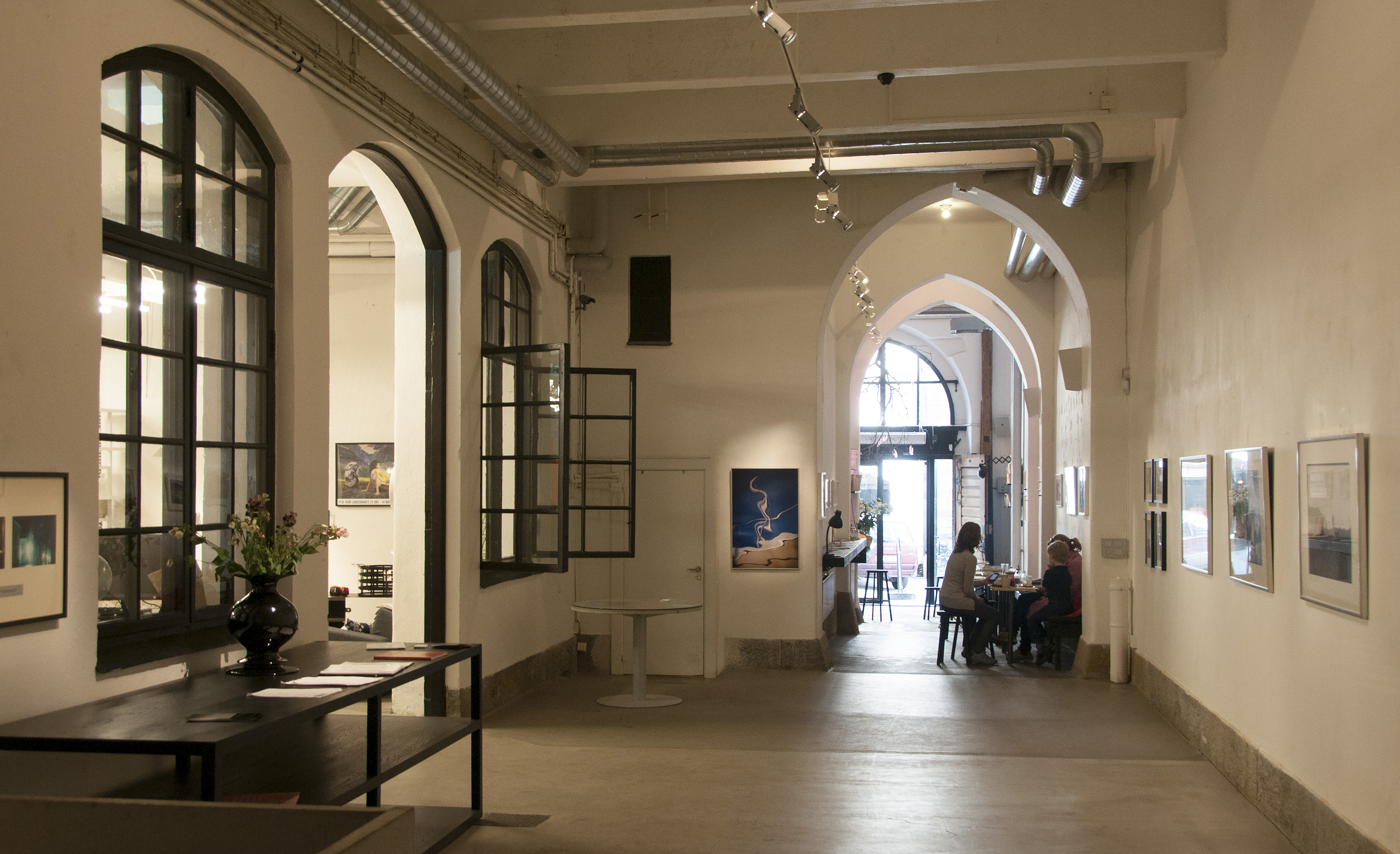
Interiör av Cafét som tidigare låg på Snickarbacken 7 i samma hus som Pernbys

Skolan grundades oktober 1928 av Åke Pernby och Otte Sköld under namnet Otte Skölds målarskola som en förberedande konstskola för studier vid Konstakademien. Otte Sköld ledde verksamheten vid skolan fram till 1932, då han tillträdde som professor vid Konstakademien. Åke Pernby övertog då ledningen, men Otte Sköld fortsatte att undervisa vid skolan ytterligare ett par år. Undervisningen startade i lokaler på Grevgatan 26, men flyttade 1929 till den ateljé på Odengatan 37 i vilken Carl Wilhelmson under tidigt 1910-tal drivit sin målarskola. Idag finns skolan på Snickarbacken 7 i fastigheten Vätan 22.
Sedan Otte Sköld 1949 blivit överintendent vid Nationalmuseum fortsatte Åke Pernby att driva skolan i eget namn 1949–76. Målarskolan ägs av Stiftelsen Pernbys målarskola. Rektor är sedan 2001 Charlotte Hellstadius.